# Zuckerfabrik Kajyngdy-Kant
Die Zuckerfabrik Kajyngdy-Kant ist eine Zuckerfabrik in Kirgisistan.

## Geschichte
Ein Vorläufer der Fabrik war in den 1930er-Jahren für die Gründung des Ortes ausschlaggebend; die heutige Fabrik entstand 1963. 2022 erlebte die Fabrik aufgrund eines Mangels an Zuckerrüben wirtschaftliche Schwierigkeiten.

## Produktion
Die Fabrik verarbeitet bis zu 4000 Tonnen Zuckerrüben am Tag und ist einer der Hauptarbeitgeber in der nordkirgisischen Industriestadt Kant. Die Zuckerrüben bezieht die Fabrik hauptsächlich aus den Gebieten Talas und Tschüi. Die Zuckerrübenproduktion ist einer der wichtigsten Wirtschaftszweige der Region Talas/Tschüi. Da es nur zwei verarbeitende Betriebe gibt, ist die Fabrik von großer Wichtigkeit für die Zuckerversorgung Kirgisistans, jedoch kann sie nicht den gesamten Bedarf abdecken, weshalb Kirgisistan einen Großteil seines Zuckers importiert.